# Азизян, Марина Цолаковна
Марина Цолаковна Азизян (арм. Մարինա Ցոլակի Ազիզյան) — ленинградский сценограф

, живописец, график.

## Биография
Родилась 28 февраля 1938 год в Ленинграде. Настоящее имя — Людмила.
С 2 лет начала рисовать. Училась рисовать в Ленинградском дворце пионеров, у педагога Левина. В школе занималась спортом, получила направление на поступление в Институт физкультуры имени Лесгафта.
В 1959 году окончила театрально-постановочный факультет Ленинградского государственного института театра, музыки и кинематографии им. Н. К. Черкасова (класс Н. П. Акимова). Работала с ним в Ленинградском театре комедии.
В качестве художницы-постановщицы сотрудничала с лучшими отечественными сценаристами, режиссёрами, балетмейстерами. Участвовала в создании двадцати пяти фильмов, ряд из которых вошли в Золотой Фонд российского кинематографа. Оформила десятки драматических, балетных и оперных спектаклей в театрах России.
Автор графических и живописных работ, произведений прикладного искусства, работ в технике текстильного коллажа и лоскутного шитья. С 1959 года участвует в выставках в России и за рубежом; в 1994—2012 годах состоялось около пятнадцати персональных выставок.
Инициатор ежегодных Рождественских вечеров в Музее Анны Ахматовой в Фонтанном доме, объединяющих художников и зрителей разных поколений.
Работы представлены в частных коллекциях и многочисленных музеях.
Лауреат Специальной премии «Золотая маска» «За выдающийся вклад в развитие театрального искусства» (2020).

### Семья
- Дед — Иван Яковлевич Соколов, из семьи богомазов. Гидроинженер, участник строительства Волховстроя и Днепростроя.
- Отец — художник-живописец Цолак Левонович Азизян.
- Мать — искусствоведа Анастасия Ивановна Соколова. Училась на театроведчессом факультете Театрального института в Ленинграде.
- Была замужем за Александром Хочинским.
- Сын — Евгений Остроумов, реставратор по дереву.

## Список работ
Ленфильм:
- «Каин XVIII» (режиссёры Н. Кошеверова, М. Шапиро, 1963),
- «Старая, старая сказка» (1968),
- «Барышня и хулиган» (режиссёр А. Дудко, фильм-балет по мотивам сценария В. Маяковского, 1970),
- «Драма из старинной жизни» (1971),
- «Монолог» (режиссёр И. Авербах, 1972),
- «Царевич Проша» (1974),
- «Синяя птица» (реж. Дж. Кьюкор, 1976),
- «Как Иванушка-дурачок за чудом ходил» (1976),
- «Человек, которому везло» (режиссёр К. Ершов, 1978),
- «Соловей» (1979),
- «Сильва» (режиссёр Я. Фрид, 1981),
- «Ослиная шкура» (режиссёр Н. Кошеверова, 1982),
- «Обрыв» (режиссёр В. Венгеров, 1983),
- «Гость» (режиссёр А. Кайдановский, 1987).

Школа-студия «Шар»:
- «Нос, или Заговор „не таких“» (режиссёр Андрей Хржановский, 2020).

Театры:
- В 1964 году поставила спектакль «Тень» по пьесе Е. Шварца в Рижском ТЮЗе.
- Ленинградский государственный театр юного зрителя имени А. А. Брянцева «Наш, только наш» — знаменитый спектакль З. Корогодского — Л. Додина, «Джельсомино в стране лжецов» по сказке Джанни Родари.
- Ленинградский государственный академический театр драмы им. А. С. Пушкина (ныне Александринский) «Горячее сердце» по пьесе А. Островского.
- Театр комедии «Сам у себя в плену».
- Саратовский драматический театр им. К. Маркса «Священные чудовища» по пьесе Ж. Кокто.
- Московский театр юного зрителя «Волшебник Бахрам» по сказке Р. Качанова, Э. Успенского (режиссёр К. Датешидзе).
- Санкт-Петербургский академический Малый драматический театр — Театр Европы «Квартира Коломбины» по пьесам Л. Петрушевской и У. Шекспира (режиссёр И. Коняев).
- Санкт-Петербургский академический драматический театр им. В. Ф. Комиссаржевской «Маленькая принцесса» по пьесе В. Ольшанского по мотивам повести Ф. Бернетта (режиссёр Т. Абросимова).
- Российский государственный академический Большой драматический театр, Санкт-Петербург «Федра» по пьесе Ж. Расина, «Двенадцатая ночь, или Как пожелаете» по пьесе У. Шекспира (режиссёр обоих спектаклей Г. Дитятковский).

Балеты:
- Большой театр «Лебединое озеро» П. Чайковского (хореография В. Васильева, 1996 г.).
- Ансамбль «Хореографические миниатюры» (ныне Санкт-Петербургский государственный академический театр «Хореографические миниатюры») «Экзерсис XX» на музыку И. С. Баха (хореография Л. Якобсона).
- Ленинградский театр современного балета Бориса Эйфмана (ныне Санкт-Петербургский Государственный академический театр балета Бориса Эйфмана) «Двенадцатая ночь, или Что угодно» на музыку Г. Доницетти.
- Пермский государственный академический театр оперы и балета им. П. И. Чайковского «Щелкунчик» П. Чайковского.

Оперы:
- Большой театр «Богема» Дж. Пуччини.
- Днепропетровский театр оперы и балета (Украина) «Иоланта», «Мазепа» П. Чайковского.
- Московский театр Новая опера «Гамлет» А. Тома.
- Новосибирский государственный театр музыкальной комедии оперетта «Летучая мышь» И. Штрауса.

Выставки:
- «Подношение Рождеству», в рамках IX Международного Рождественского фестиваля искусств. Новосибирский государственный художественный музей, 2011.